# Oukuriella sublettei
Oukuriella sublettei är en tvåvingeart som beskrevs av Messias och Oliveira 1999. Oukuriella sublettei ingår i släktet Oukuriella och familjen fjädermyggor. Inga underarter finns listade i Catalogue of Life.